# ねじまきカギュー
『ねじまきカギュー』は、中山敦支による日本の漫画作品。読み切り版を再構成して集英社の『週刊ヤングジャンプ』2011年13号から2014年28号まで連載。単行本はヤングジャンプ・コミックスより16巻まで発売された。
本作の見所として、同誌編集部の大熊八甲は、本作を飾るヒロイン・カギューの漢らしさと乙女らしさのギャップ、個性的な女子（美女）達との迫力あるバトルシーン、見開きや大ゴマを連発する「超ハイテンションマンガ表現」を挙げている。また、前作『トラウマイスタ』との繋がりを示唆する描写がある。

## ストーリー
都内の私立高校に勤める平凡な新米教師・葱沢鴨（カモ）は、怪物的な女子に追い回される超女難体質が悩みの種。そこへ謎の拳法家・鉤生十兵衛（カギュー）が現れ、「先生を護る為に転校してきた」と宣言する。強くてクールなカギューだが、その正体は中国に引っ越していたカモの幼馴染で、彼のことを一途に愛する純情少女だった。2人の仲を阻む様々な障害に、カモは心優しさと強い信念、カギューは螺旋巻拳と真っ直ぐな愛情で立ち向かっていく。

## 用語解説
花は桜木学園（はなはさくらぎがくえん）
生徒数およそ1万人の超マンモス校の高等学校。理人が理事長に就任する前はごく普通の小学校だった。理事長の二千恵理人が提唱する「絶対個性主義」のもと、生徒の個性を重んずる独特の校風を持つ。生徒同士の個性が対立した場合には、二千恵理事長の面前で「御前死合」が開かれる。
風紀委員（ふうきいいん）
文字通り風紀を取り締まる集団だが、度の過ぎた行為を行っていた。後に生徒会に吸収される。
生徒会（せいとかい）
花は桜木学園において絶対的権力を持つ集団。
選挙管理委員会（せんきょかんりいいんかい）
解体した生徒会の代理として一時的に全校生徒の自治権を所有する没個性的な黒服の集団。

絶対個性主義（キャライズム）
二千恵理事長が掲げる主義。全ての生徒の個性を尊重するのではなく、生徒の個性を競い合わせて、負けた個性には容赦なく無価値の烙印を押すという弱肉強食的思考。
反絶対個性主義（アンチキャライズム）
二千恵衿沙が掲げる主義。個性狩りの発端でもある。

赤ヶ島（あかげしま）
二千恵理人の所有地となっている諸島。表向きは温泉がある観光地となっているが、住民全員は暗殺者となっている。
南家螺旋巻拳（なんけねじまきけん）
カギューとマブルゥが駆使する格闘術。カギューは足技は使わず拳を主に使用している。それに対し、マブルゥは足技を主に使用している。
ZZ拳（ジグザグけん）
カガリが駆使する格闘術で、螺旋巻拳の考えに反し分離した亜流。「螺旋巻喰い」とも称されている。

## 登場人物

### 主人公
葱沢 鴨（ねぎさわ かも） / カモ
本作の主人公。23歳の新米男性教師。通称「カモ（先生）」。1年2組担任、国語担当。「怪物的ヤバイ系女子」（以下、怪物系女子）にばかり好かれる超女難体質の持ち主。少年期以来、一貫して黒縁眼鏡を着用していたが、一時はコンタクトレンズを使用している。
少々頼りない平々凡々な人間で、喧嘩に弱いが、芯は強く打たれ強い。性根から純粋な性格の頑張り屋で誰にでも優しいため、女子からの人気は高い。教師の鑑といえるほど生徒思いであり、「生徒のためなら死ねる教師になる」という信条を持つ。また、「教師たるもの全ての生徒を平等に愛さねばならない」と考えているため、カギューからの好意を快く思っているものの、「教師と生徒が恋愛（不純異性交遊）をしてはいけない」と自らを律している。いじめを含む理不尽なことを嫌い、二千恵理事長の「絶対個性主義」に強く反対している。
あくまで穏健派を貫いていたが、生徒会とカギュー達の戦いに巻き込まれた際、衿沙が二千恵理事長によって心が壊れてしまったことで自分の無力さを痛感し、自ら二千恵理事長への制裁を行うことを決意する。そのため自分が大切に思っている存在に害なす者には容赦ない制裁を加える攻撃的な姿勢を取るようになるが、カギューや衿沙を守るために汚名を着るほどの自己犠牲的な愛情と優しさは失っていない、いわゆるアンチヒーローに近い存在となっている。
鉤生 十兵衛（かぎゅう じゅうべえ） / カギュー
1年2組女子6番。カモの幼馴染。愛称は「カギュー」。言動がクールかつ男性的で、一人称も「己（おれ）」。
中国に引っ越していたが、10年ぶりに帰国し、カモを護るために転校してきた。幼少時代は男性的な名前からいじめの対象となり、いつもカモに護ってもらっていたが、「大きくなったらあたしがカモ兄ちゃんを護る」という思いから引越し先で鍛錬を積み、強く逞しく成長。しなやかな体から繰り出す「南家螺旋巻拳」を得意とする。
普段は凛としており男前な感じだが、自身が想いを寄せるカモに褒められたり触られたりしただけで顔が赤面し、とても可愛らしい顔になるなど内心はかなり純情で乙女な一面を持つ。内面は愚直なまでに純粋で単純だが、人の気持ちを汲むことができる上、敵味方関係なく困っている際には助けるため、カギューを敵対視していた者も彼女を認めるようになり、富江、朱羽、エグ美の3人に至っては友達となっている。一途にカモを恋い慕っており、カモに危害を加える敵は自分の姉だろうと容赦せず、転入時の自己紹介で将来の夢を「カモ先生のお嫁さん」と公言するほど。中国暮らしが長かったため、勉強は大の苦手。カモに冷たくされると激しく落ち込み、床や地面に発条拳で穴をあけ、そこに体育座りをし塞ぎ込む。サラシで押さえつけているために目立たないが、実は隠れ巨乳で、螺旋巻拳を繰り出すたびに半裸になるのがお約束だったが、再び修行し螺旋の真理を得て半裸化を克服した。
生徒会戦では途中参戦し、富江や朱羽、織筆達の助太刀に駆けつけた。大公開式理事長御前死合による衿沙との戦いで、彼女に耳元で歌を歌われ幻覚を見るが、辛うじて勝利する。生徒会解散総選挙は紫乃の為に署名集めに奔走。元生徒会のメンバーを説得し、意識を失っていた衿沙、リア、ムームーを除く者から署名を得る。生徒会長になった紫乃の勧誘を受けたが、「自分が馬鹿で人の上に立つような器じゃない」「己に出来ることで闘いたい」という理由で断る。自身の心境が複雑の中、カモの行動に協力する。

### カギューの友達
山崎 富江（やまざき とみえ）
1年2組女子22番。図書委員を務める文学少女。
陰気な性格で、台詞の最後にはほぼ必ず「…」と余韻を持たせる。お下げ髪に眼鏡姿という地味な風貌だが、眼鏡を外すと美少女。実家は呉服店。趣味で小説を書いている。本に挟んだ鉄製のしおりを武器とし、繰り出す攻撃技には愛読している太宰治作品にちなんだ名前を付けている。
カモに惹かれる生徒（怪物系女子）の1人で、かつて誤ってドブ川に落とした本をカモに拾ってもらったことから、自分が彼と恋仲にあると一方的に思い込んでいた。カギューの登場を「カモの裏切りによる浮気」と受け止め、激怒して襲いかかったが、2人の仲には敵わないと悟り、彼らの関係を応援するようになる。カギューにとって高校で出来た初めての友達。
生徒会戦では走と戦闘になり、彼女が文化系を見下していたことで激怒し、互角の戦いを繰り広げ次第に追い詰めるが、ムームーの乱入で決着がつけなかった。生徒会戦後は生徒会長になった紫乃の指名で生徒会総務第四席となる。
御門 朱羽（みかど あげは）
1年2組女子19番。学級委員長。
成績・運動神経・家柄・容姿ともに秀で、またそれを鼻にかけない人柄の良さでクラス中の憧れの的だが、本性は陰湿なぶりっ子。護身術として琉球古武術の英才教育を受けており、300万ボルトのスタンガンを仕込んだトンファーを武器とする。オシャレとして、ヘアバンドを愛用。
カモに惹かれる生徒（怪物系女子）の1人で、彼とカギューの仲を引き裂こうと画策したが、ことごとく失敗に終わる。しかし、カギューの純粋な想いを知って手を引き、彼女と友達になる。何かと対照的な富江とは、皮肉の言い合いや喧嘩を繰り返しているが、どちらがカギューにとって一番の親友かを張り合う良きコンビ。
生徒会戦では小鹿と戦闘になり、互角の戦いを繰り広げ彼女を追い詰めるが、ムームーの乱入で決着がつけなかった。生徒会戦後は生徒会長になった紫乃の指名で生徒会総務第三席となる。
綾小路 エグ美（あやのこうじ エグみ）
1年7組女子13番。「レディースチーム エグミ」を率いる、いかついヤマンバ系ヤンキー少女。
当初は噛ませ犬なキャラクター兼怪物系女子として登場。第1話にて、カモを無理やりデートに連れ出そうとしてカギューに成敗された。しかし、後に丸恵にバイクごと持ち上げられた際にカギューに助けだされ、考えを改め仲直りし、富江や朱羽と共にカギューの良き友達になる。「ヤンキーだが遅刻はしない」「バイクを買うためにアルバイトに励む」など、意外にも真面目な一面もあり、また義理堅い。通学手段及び攻撃手段としてバイクを愛用している。バイクは度々壊されており、一台目はカギュー、二台目は織筆、三台目はムームーを倒すために犠牲にしているが、新たにバイクを買う為に、コンビニや海の家などでアルバイトをしてお金を稼いでいる。ヤンキー仲間からは「エグさん」と呼ばれ慕われている。
生徒会戦では丸恵と共にムームーと攻防戦を繰り広げるが、最終的に敗北。丸恵と共に風力発電の風車の柱に吊られるもカギューによって救出される。生徒会戦後は生徒会長になった紫乃の指名で風紀委員長となる。
中村 窈（なかむら よう）
1年2組。引っ込み思案な普通の女子生徒として通学している。
個性が重んじられる学園にあって、自らのことを「個性がない」と卑下しているが、絵を描くのが上手。カモに憧れを抱く。しかしその正体は、「男なのに（外見が）女みたい」という理由でいじめられたトラウマにより、「女」になりきって生きてきた男の娘。カギューと友達になったことで、弱い自分を変えようと決意し、彼女にだけ自分が女装した男であることを打ち明けた。ちなみに、マブルゥと森には男だと見抜かれている。
ひょんなことから助けたマブルゥと親交関係を深め、彼女の親友となる。カギューに「男」として初めての恋をしているが、カギューのカモへの想いの強さを知って苦悩した挙句、カギューに失恋したショックで男装し本格的な「男」として振舞うようになり、生徒会戦のどさくさでマブルゥの協力を得てカモを拉致し自分の想いをぶつける。しかし、紆余曲折の末にカギューとカモの関係を認めたことである適度割り切るようになる。生徒会戦後は元の男の娘に戻り、生徒会長になった紫乃の指名で生徒会会計兼書記となる。カモへの協力のためマブルゥと行動し、赤ヶ島に訪れた後、救助用の船の番を任された。

### カギューの近親者
マブルゥ
カギューの実姉。麻呂眉と狂気じみた目が特徴で、巨乳と美脚の持ち主。病弱体質でもあり、度々吐血しては大量の薬を服用している。カギューのことを極端に溺愛ているため、カギューを強くした恩師的存在でもあり、彼女を「家族」として大切に思っているが、その溺愛ぶりは度を超している。ただし、家族への思いは真剣である。
生徒会戦前にカギューを追って中国から帰国してきてきた。カギューの想い人であるカモを敵視し、執拗に彼への攻撃を行う。また、窈と親交関係を持つようになり、利害の一致で窈の行動に協力する。しかし、カモが暴力を受けながらもカギューへの愛情は歪で間違っていることを指摘したことや、カモがカギューや衿沙を守るために自ら汚名をかぶったことで認めるようになる（カモへの敵視は相変わらずだが）。その後は花は桜木学園の転校生として無理やり編入するため、二千恵理事長の利害の一致による協力（署名）で生徒会解散総選挙に立候補したが、選挙には全く興味がなく、我他彼三姉妹とTKを粉砕した際、被選挙権を剥奪される。風蘭救出に向かったカモの行動に協力し、赤ヶ島に訪れた後、マルマンとの戦いに勝利した。
巻末の書き下ろし漫画では、窈との親交関係を築いた際、捨てられていた猫を飼うようになっている。その猫は「テンプラ」という名を与えられ、本編にも登場している。ちなみにそれ以前に、伝書鳩の「ワカドリ」を家族として飼っていた。
ゲンコ爺さん（ゲンコじいさん）
カモとカギューが幼少時代によく遊んだ神社（六坂神明社）の神主。カギューの保護者。本名は不明。
頑固な性格で、悪い子供には容赦なくゲンコツを食らわす。カギューの祖母と古い仲であることから、家にカギューを住まわせている。また、マブルゥとも顔見知りである。
カギューの実母（仮称）
カギューとマブルゥの実母であり、南家螺旋巻拳の師範。マブルゥと同じく狂気じみた目をしている。
疎遠であった実娘の一人のカギューには容赦ない修行を施し、家庭を蔑ろにする辛辣な態度からマブルゥに反目され、親子仲は険悪だった。しかし、ある出来事によりカギューとの和解を果たしてからは親子確執は解決し、カギューとマブルゥから「母ちゃん」と呼ばれ慕われるようになる。

### 風紀委員および生徒会の関係者
犬塚 紫乃（いぬづか しの）
3年1組女子1番。風紀委員長にしてかるた部部長。
子供っぽい容姿とは裏腹に、一切の感情を殺して、規律を乱すものを容赦なく処罰する。古風な鋭い口調を常とし、一人称は「ワシ」だが、元々は女の子らしい話し口調だった。犬塚グループの令嬢で、父から帝王学を徹底的に躾けられてきた過去を持ち、それが原因で「心因性成長障害」を引き起こし、体の成長が止まる。しかし相当の風格と実力を身につけており、「村雨」や「八重桜」、「白露」等の多彩な格闘術を習得している。
教師と生徒の不純異性交遊は学園の風紀を乱すとして、カギューにカモとの恋を諦めるよう迫った。実はカモの従妹で、彼に秘かな好意を抱いており、教師と生徒の異性交遊を厳しく禁じたのも、自らの恋心を抑えるためであった。カモに「カワイイ」と言われたり、口が滑ってカモに「好き」と言うと恥ずかしくなって赤面し、照れ隠しにカモを殴る一面を見せる。カギュー戦敗北後に年相応の体に成長するが、普段は敗北前の成長が止まった体で生活し、戦闘時は年相応の体に変わるので体格は自在に変えられるようになり、織筆と共に父から逃げず立ち向かうと誓う。
生徒会戦では、カモを守るためにうなとピリカと戦い新技「村雨燕返し」を放つも、うなの硬気功を前に無効化される。白露で硬気功を無効化し村雨でダメージを与えるも、うなとピリカが卑怯な手によって敗北する。その後は自ら汚名をかぶったカモの身を守るため、生徒会解散総選挙に立候補する。公開討論会で自身の考えを主張し出口調査の時よりも多くの支持率を得るが一回目のの投票で杏音に敗北する。違和感を感じ亜鳥からの電話により杏音が機械と見破り村雨で制裁、杏音には被選挙権は無くなり生徒全員の支持を得て生徒会長の座を勝ち取る。
山田 織筆（やまだ おるふぇ）
3年8組女子18番。フェンシング部部長。
長身で髪はツンツンに跳ねている。宝塚歌劇団のような凜々しい格好だが、柴乃の写真を見たり、追い詰められると少女漫画のキャラみたいに顔が一変する。
小学4年生の時から使用人として犬塚家で働いている。紫乃に友情とは別次元の深い愛情を抱き、「至高の愛とは果てしない自己犠牲の上に成り立つもの」と語り、紫乃への愛情を表に出すことなく、ひたすら彼女の幸せのために尽くそうとするが、カギューの行動によって間違った行いをしていることに気付き、紫乃と共に困難（紫乃の父）から逃げず立ち向かうと誓う。
マブルゥが再び襲ってきた時になんとか戦えるようにと富江、朱羽、エグ美に稽古をつけてもらうように頼まれ富江に稽古をつける。生徒会戦では、紫乃がうなとピリカに卑怯な手を使われ敗北した際、激しい怒りを覚え一人で生徒会全員と戦おうとしていた。うなとピリカの攻撃を受けフェンサーが折られ瀕死になるも、起死回生の聖巨人の十字星でうなを倒す。その後ピリカと戦うが手も足も出ず意識が遠のきかけた際、紫乃の幻覚を見て自我を失いかけながらもピリカに勝利する。完全に自我を失い多数のムームーを倒すも、衿沙に一撃で倒され、風力発電の風車の柱に吊られるもカギューによって救出される。生徒会解散総選挙では紫乃を生徒会長にするために尽力するが、学園新聞の内容を見て新聞部を潰そうとしたり、紫乃の最終演説で魂が抜けてしまい丸恵に呆れられている。その後は生徒会長になった紫乃の指名で生徒会副会長となる。
牙々 丸恵（がが まるえ）
2年12組女子6番。相撲部横綱。
かつてはマチルダと共に学園の風紀を乱す無法者だったが、1年前に紫乃との「御前死合」に敗れ風紀委員に入った。かなり大柄な体格で螺旋巻発条拳を無傷で耐えたほど。性格も豪快そのもので「ガハハ」と笑い、台詞によく「おぃ」を交える。戦闘時には鬼のような形相になる上、鬼大砲を放つ際は完全に鬼人と化し、額からツノが生える。根はリアリストで非現実的なことは認めていない。
カギューに風紀委員がカモへ警告文を送ったことを明かして鬼大砲を放つが、耐えられたうえカギューの怒りを買い敗北。マブルゥ襲撃後、エグ美に稽古をつけ「覚悟が足りない」と指摘する。生徒会戦ではエグ美と共にムームーと戦い圧倒的なパワーを前に苦戦するも、エグ美のバイクめがけ鬼大砲を放つコンビ技でムームーの頭を吹っ飛ばす。エグ美のバイクと合体したムームーに攻撃された際、目を負傷し視界を失うも、自らエグ美のバイクの代わりとなり鬼大砲で突進。エグ美の協力によりムームーに突っ込み破壊するも、その後に現れたムームーの群れに襲われ敗北。エグ美と共に風力発電の風車の柱に吊られるもカギューによって救出される。その後は生徒会長になった紫乃の指名で生徒会総務第一席となる。
巻末の書き下ろし漫画ではエグ美、マチルダ、うな、ピリカで表紙に出られないことに苦悩する。
東郷・マチルダ・竜子（とうごう・マチルダ・りゅうこ）
2年5組女子9番。サバイバルゲーム部部長。
通称「無言暗殺者（サイレントキリング）」。普段は無口で、話すときメールで顔文字を使いながら会話する。紫乃から与えられた任務を忠実に遂行するが戦闘時はサバイバルナイフ、モデルガン、関節技を用いて戦う。窮地に追い込まれた時は凶暴な犬に近い風貌になり、その際に口数が増える。巨乳で、いつも迷彩服を着ており、首にはドッグタグをかけている。
カモが提出した辞表を守る任務で辞表を奪いに来た富江と朱羽の戦闘に挑むも、辞表を破られ失敗した上、二人が逃げるのを追いかける時にエグ美にバイクで突っ込まれてしまう。マブルゥ襲撃後、朱羽に稽古をつけ「自分に自信がありすぎる」と指摘する。生徒会戦の際は戦場に出ることなく、病室で柴乃の護衛を務める等、裏で行動しており実際には戦闘していないが、カモ達が風車の柱に吊られた際には狙撃しようとしている。生徒会戦後は生徒会長になった紫乃の指名で生徒会総務第二席となる。
巻末の書き下ろし漫画では丸江が買ってきた犬耳を付けられ、そのままパトロールに出て鏡で自分の姿を見たときに赤面し自害しようとしている。さらには丸江が表紙に出られない理由を「ビジュアルが全て」だと言った時も犬耳が付いている状態で自害しようとしている。
二千恵 衿沙（にちえ えりざ）
生徒会会長にして二千恵理事長の娘。父と同じく強欲な上に派手好きで、歪んだ思考を持つが、本来は愛情あふれる少女。一人称はボク。
父子家庭で育ち、生活は非常に裕福だったが、幼少時から父のネグレクトを受けながら暮らしていた。父からの愛情を得るため努力するも、どんなに頑張っても父が全く表情を出さなかった上に興味を示さなかったので、父とは険悪な親子関係になっている。ヒーローになることを目的にし、過酷な努力の末に文武両道の優等生となっており、変幻自在に自分の個性（キャラ）を変える能力「個性百面相（キャライリュージョン） 」と、幻覚を発生し洗脳させる特質な声「暗示声（ヒプノボイス）」を持つ。
「生徒は家族」と公言し、生徒を守る「盾」として君臨し、策略により解体した風紀委員を兼任し生徒を罰する「矛」も手に入れ、「反絶対個性主義（アンチキャライズム）」を掲げ暗躍する。大公開式理事長御前死合でノーシーボ効果を自在に使い、マブルゥの足の骨を蹴り合いで折ったり、カギューと互角に殴り合ったりする。カギューと戦っている際に体力が尽きかけた時、カギューの耳元で歌を歌い精神崩壊させかけ追い込むが敗北。カギューの一撃でタワーから落ちるが、カギュー達によって助けられる。二千恵理事長が今までの事を謝って認めたように見えたが、その直後に彼の裏切りでタワーから落とされる。貞鳥と亜鳥に助けられるが心が壊れ、昏睡状態から覚めた後、幼児退行と高所恐怖症を患う。しかし、赤ヶ島に訪れた後、カモの行動やモアヴとの戦いで回復の兆しを見せており、母との再会を果たしてからは完全に復活している。
後上 貞鳥（ごがみ てとり）
生徒会副会長の双子の少女。黒いメイド服を着ている。鎖を武器に使う。
その正体は二千恵理事長の娘である衿沙のクローン。衿沙と亜鳥とは誕生以降ずっと一緒に暮らしており、父に自分たちの事を見てくれるように衿沙と亜鳥と一緒に頑張るが、父が表情を出すことがなかったために全く意味が無く、どんな顔をすれば良いのか分からなくなり、亜鳥と同じく極度のストレスによる顔面神経麻痺により常に厳しい表情をしている。また、心身ともに追い詰められると無機質な表情になる。
衿沙と亜鳥と共に大公開式理事長御前死合でカギュー達を追い詰めようとするが失敗に終わった。衿沙がカギューに敗北した後は生徒会の席を外し、生徒会解散総選挙ではカギューの説得で紫乃の推薦状に署名し、杏音の声が衿沙の暗示声のコピーであることを電話で教える。
後上 亜鳥（ごがみ あとり）
生徒会副会長の双子の少女。白いメイド服を着ている。鎖を武器に使う。
その正体は二千恵理事長の娘である衿沙のクローン。衿沙と貞鳥とは誕生以降ずっと一緒に暮らしており、父に自分たちの事を見てくれるように衿沙と貞鳥と一緒に頑張るが、父が表情を出すことがなかったために全く意味がなく、どんな顔をすれば良いのか分からなくなり、貞鳥と同じく極度のストレスによる顔面神経麻痺により常に笑みを浮かべている。また、心身ともに追い詰められると無機質な表情になる。
衿沙と貞鳥と共に大公開式理事長御前死合でカギュー達を追い詰めようとするが失敗に終わった。衿沙がカギューに敗北した後は生徒会の席を外し、生徒会解散総選挙ではカギューの説得で紫乃の推薦状に署名する。
安吉良 うな（あんぎら うな）
生徒会総務第一席。3年10組。筋骨隆々の辮髪の乙女ですぐに赤くなる。硬気功の使い手。
生徒会戦では、ピリカと共に紫乃を卑怯な手段を以て倒すが、自我が崩壊しかけた織筆に攻撃を耐えられ起死回生の一撃に敗北。直後にピリカから制裁される。衿沙がカギューに敗北した後は生徒会の席を外し、生徒会解散総選挙ではカギューの説得で紫乃の推薦状に署名する。
巻末の書き下ろし漫画では衿沙に人気店のマカロンをプレゼントしようとしたり、表紙になれない理由は「あざとさが足りない」と言った。
ラム・ピリカ
生徒会総務第二席。3年4組。野干のエピタムに乗る小柄な少女で様々な動物を従えている。
生徒会戦では、うなと共に紫乃を卑怯な手段を以て倒す。うなが負け激しい失意を抱き野生本能を剥き出しにして織筆に襲いかかり一気に追い込むが、柴乃の幻覚を見て自我が崩壊しかけた織筆に敗北する。衿沙がカギューに敗北した後は生徒会の席を外し、生徒会解散総選挙ではカギューの説得で紫乃の推薦状に署名する。
巻末の書き下ろし漫画では衿沙にエピタムの毛で作った手編みのマフラーをプレゼントしようとしたり、努力しても表紙になれないと思ったのかを「猿猴捉月」と言い切る。
五十嵐 走（いがらし らん）
生徒会総務第三席。2年15組。ハチマキを付けたスポーツ少女。一本気で声が大きい。いわゆるジョックで、体育会系らしい熱血ぶりと、敵対した人物を見下す冷酷さを併せ持つ。極度の感動屋。小鹿と喧嘩することがあるが互いに認め合う好敵手で、時として彼女に親友以上の愛情を向けることがある。
生徒会戦では、富江と朱羽のタッグを小鹿と共に戦い、富江が自身のスピードに追いつき互角になるが、衿沙と多数のムームーが乱入し救出される。捕縛された仲間を助けに来たカギューを小鹿と組んで戦うが、自身が得意とするスタートダッシュを封じ込まれたうえ一撃で吹っ飛ばされ敗北した。衿沙がカギューに敗北した後は生徒会の席を外し、生徒会解散総選挙ではカギューの説得で紫乃の推薦状に署名する。衿沙を守るため、カモの行動に協力する。
巻末の書き下ろし漫画では衿沙にプロテインを渡そうとする。
果心 小鹿（かしん こじか）
生徒会総務第四席。2年6組。忍者のような格好をした少女で忍者具を用いて戦う。口が悪く、柴乃戦で負傷したうなを影で悪口を言う程。衿沙に忠誠を誓う際、自身の唇にくないを刺し、口に傷跡を作ることで感情を出さないようにしており、普段は口元をマスクで隠している。走と喧嘩することがあるが互いに認め合う好敵手で、時として彼女に親友以上の愛情を向けることがある。
生徒会戦では、富江と朱羽のタッグを走と共に戦う。弱点を克服した朱羽と互角に戦い「自分に嘘をついている」と指摘され追い込まれかけるが、衿沙と多数のムームーが乱入し救出される。カギュー相手に走と共に戦うが、カギューによって吹っ飛ばされた走に巻き込まれ敗北した。衿沙がカギューに敗北した後は生徒会の席を外し、生徒会解散総選挙ではカギューの説得で紫乃の推薦状に署名する。衿沙を守るため、カモの行動に協力する。
巻末の書き下ろし漫画では衿沙に鎖帷子を渡そうとする。
鬼塚 ムームー（おにづか ムームー）
生徒会総務第五席。1年9組。仮面をつけた少女だが、正体はリアが開発したパンツァードール（人型ロボット）。仮面は着脱可能で取ると可愛らしい顔が出る。個体が多く存在する。
生徒会戦では、圧倒的なパワーを持ちエグ美と丸恵二人を追い込むが、エグ美と丸恵の合体技により破壊されかける。だがエグ美のバイクを取り込み自身を強化して襲いかかるも、新たなる合体技により顔以外は完全に破壊される。その後、リアが分身である大量のパンツァードールを送り込んだことでエグ美と丸恵を完膚無きまでに叩きのめすが、途中参戦したカギューにすべて破壊される。
巻末の書き下ろし漫画では衿沙に仮面のスペアをプレゼントとして渡そうとしている。
宇木辺 リア（うきべ リア）
生徒会書記。2年14組。普段は控えめな性格をした長身のメガネ女子だが、姉を含む他者を見下す冷淡な本性を持つ。個性狩りの対象者を選ぶ「報連相システム」を立ち上げた張本人。愛莉州の実妹。
他の生徒会のメンバーとは違い、生徒会戦では戦闘に参加せず、開発したパンツァードールのムームーを操作している。衿沙がカギューに敗北した後、生徒会の席を外し、メガネを外して本性を現すようになり、新たに制作したボーカロイドの富楽杏音を生徒会解散総選挙に差し向ける。が､何故か紫乃の推薦状に署名している。。
巻末の書き下ろし漫画では衿沙に違法改造済みの次世代ゲーム機をプレゼントしようとする。

### その他の学園関係者
森 めめ（もり　めめ）
通称「森先生」。カモの同僚である女性教師。数学担当。黒のロングヘアで、「妖怪ボンキュッボン」と称されるほどスタイル抜群の美人。
カモのことを気にかけており、「カモキュン先生」と呼んでからかったり、積極的に彼の協力を行ったりする。理人に気に入られているが、素っ気なくあしらっている。カギューと接触した時などに、涎を垂らす裏の顔を覗かせている。カギューやマブルゥと同じく格闘の達人でもあり、カモへの協力のため赤ヶ島に訪れた後、暗殺者と化した島の住民の襲撃を受けた際、凶器を持った子供たちを気絶させるほどの実力を見せた。また、理人が差し向けた刺客のメンバーを返り討ちにしている。
その正体は国家公安委員会の謀報員（エージェント）で、毒を生産する特殊体質の持ち主。危険人物である理人の監視を行う一方、理人の排除のためにカモを利用していた。
我他彼三姉妹（ガタピシスターズ）
かつて学園の風紀を乱し、風紀四天王によって排除された不良生徒の三姉妹。全員パンクファッションの風貌をしている。
風紀委員会の解体後、謹慎を解かれ、彼女らに報復するため学園に戻ってきたが、風紀四天王やカギューと対戦する前にマブルゥによって瞬殺されてしまう。後にTKによって強化されるが、再びマブルゥに瞬殺された。
親衛隊隊長（仮称）
衿沙親衛隊の隊長を務める男子生徒。衿沙の信奉者で、熱烈に彼女を学園のヒーローとして崇めている。
大公開式理事長御前死合の最中、カギューを応援する生徒が現れた時は暴動を引き起こした。生徒会解散総選挙では、幾度も電子の制裁を受けるも、紫乃を生徒会長にさせないため彼女への暴行を行う。それが原因で電子に自爆テロ用のダイナマイトを点火された上に屋外へ突き落とされるが、紫乃に助けられる。これを機に紫乃を認め、仲間と共に紫乃親衛隊を兼営するようになった。
安藤（あんどう）
新聞部部長の男子生徒。真実の先輩。
生徒会に不信感を抱き、独自に生徒会の調査を行っていた。それが原因で個性狩りの標的にされ、小鹿の襲撃で全治1か月の重傷を負った。
長井 真実（ながい まみ）
新聞部副部長の女子生徒。直情的な性格をしたボブカットの少女。戦場カメラマン志望。安藤の後輩。
大公開式理事長御前死合前後に起きた事件を独自に調査しており、カモを一連の事件の首謀者だと思い込んでいる。生徒会解散総選挙では選挙のレポートをまとめたり、同僚の部員と共に出口調査を行った。
白雲 電子（しらくも でんこ）
選挙管理委員会の委員長。巨大な顔をした女性で、一般人を一瞬で足蹴にする戦闘能力を持つ。ナチス独裁時の軍服に似た衣装を着ている。
生徒会解散総選挙の最中に幾度も妨害行為を行う親衛隊隊長に容赦ない処刑を行うが、紫乃に阻止され撤退した。決選投票の際、杏音がアンドロイドだと知り彼女を粛正しようとするが、杏音の攻撃を受け敗れる。その後は生徒会長の座を勝ち取った紫乃の忠誠を誓った。
満村 万里倫（みつむら まりりん）
校内のアイドルとして絶対的な人気を誇る歌手。元は極めて内向的な少女で、TKによって有名人になったが、TKの指示により自分の意志で喋れなくなってしまった。
生徒会の総辞職による生徒会解散総選挙に立候補する。主催イベントを行った際、紫乃にTKからのイヤーモニターを破棄され喋れなくなるが、得意の歌でアピールを行う。しかし結局落選した。
キャラ造形のモチーフはきゃりーぱみゅぱみゅとマリリン・マンソン。
田中 和子（たなか かずこ） / TK（ティーケー）
校内におけるプロデューサー。万里倫を歌手に仕立て上げた張本人。
様々なやり口で万里倫を立候補し、紫乃を陥れようとするが、紫乃とその仲間達の活動で思うようにいかず、主催イベントでのトラブルが原因で墓穴を掘る結果となる。最終手段として我他彼三姉妹をも自身のプロデュースで強化するが、彼女ら共々マブルゥに粉砕される。
キャラ造形のモチーフは小室哲哉と中田ヤスタカ。
富楽 杏音（ふらく あんね）
おっとりした印象を受ける地味めの少女。3年9組。通称「みんなのお母さん」。
正体はリアが開発したパンツァーボーカロイド（アンドロイド）で、負け犬効果、潜在意識効果、衿沙の暗示声のコピーで洗脳する能力を持つ。生徒会解散総選挙に参加し、「普通」をアピールしたこともあり支持を集めるが、決選投票で二千恵理事長の介入により過激な演説をしたことで正体が露呈し、紫乃の攻撃を受けたため暴走するが、衿沙の暗示声と紫乃の制裁で徹底的に破壊された。

### 二千恵の一味
二千恵 理人（にちえ りひと）
学園の理事長。生徒会長を務める衿沙（血縁上は貞鳥と亜鳥）の父親だが、衿沙および貞鳥と亜鳥を所詮「（愛を探すための）道具」としか思っていないため、親子仲は険悪そのもの。
かなり陽気で軽薄な印象を与える人物だが、その言動は演技であり、本性は狂気的で残虐非道なサイコパス。先天的に人間らしい感情が欠如しており、唯一理解できていないでいる感情「愛」の存在を確証するため、「絶対個性主義」を標榜し、強烈な個性を持った生徒を求めている。衿沙にはそれなりの関心を持っていたが、衿沙が大公開式理事長御前死合にてカギューに敗北したことで完全に見限り、「高い高い」と称しタワーから突き落とした。
少年時代から「神童」ともてはやされるほど成績優秀な優等生だったが、すべての物事を合法的かつ効率主義的な視点で見ていたため、「本当の愛」の存在を一切実感していなかった。自身に溺愛する実母の言葉を真に受け、「経済的に問題は無く、自分の身の回りの世話もできる歳になった」という理由と、愛の存在を確かめる「実験」のため、実母に命を投げ出させ、「事故死」に見せかけ殺害。実母の死をなんとも思わず、むしろ「自分の命より大事なものを守る行為」を愛情行為であることを認識するようになっていた。
青年時代は教師を勤めていた。その当時に風蘭と付き合うようになり結婚するが、衿沙の出産で意識不明となった風蘭を私有地である赤ヶ島の別荘に監禁した。
風蘭救出のため赤ヶ島に向かったカモとその仲間達を抹殺するため、恐怖支配や懸賞金で従わせた島の住民と、人体実験で強化させた刺客を差し向ける。その一方で、刺客にはカモとカギューを殺さないよう指示していた。
最後の戦いにおいて、カモから「自身にも愛がある」事を示された後、良心の呵責により自殺（首を絞めた痕は他人によるものであると云う奇妙な最期）を遂げた。巻末の書き下ろし漫画において、黄泉を彷徨い歩いていたところを実母と再会し、これまでの悪行による罪悪感から初めて哀しみを実感し謝罪した。
同作者の『トラウマイスタ』に登場する敵役「二千恵」はこの物語における二千恵理人のクローンであった描写がある。
愛莉州（ありす）
二千恵理事長の秘書。眼鏡の金髪美女。宇木辺リアの実姉。
表向きは淡々と仕事をこなし、二千恵理事長からのセクシャルハラスメントも意に介さないが、本性はマゾヒストであり、裏では快感を求めて二千恵理事長から暴行を受けている。戦闘能力は非常に高く、戦闘時にはサディストに変貌しムチを振るう。
風紀員戦では二千恵理事長の指示でカモを拘束し、カギューに敗北した紫乃に制裁を加えようとするも、カギューとその仲間達の妨害によって失敗した。その後も二千恵理事長に付き添っていたが、カモと二千恵理事長の対決後、二千恵理事長が死んだことで半狂乱となり、廃人同然になった。
宇木辺 リア（うきべ リア）
「宇木辺リア」の項を参照。
鬼塚 ムームー（おにづか ムームー）
「鬼塚ムームー」の項を参照。
ガガリ
二千恵セキュリティグループの殺し屋の一人。通り名は「楽しみのガガリ」。眼帯をつけ、土佐弁を話す中国人の少女。年齢は18歳。
南家螺旋巻拳と対をなすZZ拳の使い手であり正当後継者。自由奔放で闘いと殺しに悦びを感じる戦闘狂であり、戦いを「遊び」と称し、戦闘以外の状況ですら遊びと戦いに置き換えている。マブルゥとは少女期に面識があり、その頃は臆病な性格だった。
実は二千恵とマルマンの実験の唯一の成功例。現在の人格はZZ拳の最終試練である実の親の殺害後、マルマンに心の中へ入られ楽しみ以外の感情を殲滅させて出来上がったもの。また、右目は最終試練の際に潰れたものである。
カギューとの初戦では彼女の拳の隙間に入り込んで勝利したが、第二戦ではカモの計らいで嫉妬の感情を克服したカギューに敗北。二千恵死亡後は彼のクローンと共にトラウマを探しどこかへ去っている。
マルマン
二千恵セキュリティグループの殺し屋の一人。通り名は「哀しみのマルマン」。筋骨隆々とした風貌のインド人の女性。瞳の黒目と白目の部分が逆転している。24歳。
生まれつき心が視える「視心（チッタドリグ）」体質であり、親に捨てられた後、心を覗くことで路上で金稼ぎさせられていたが、二千恵に買われて以後彼のパートナーとなり世界を旅し、感情遮断実験の被験体を集めるとともに、自らの能力を生かし人の心に入ることで実験の実務的な部分を任されている。性格は極めて冷静で任務に忠実であり、個性の強い他の4人を纏める統制役であり、なおかつ自身も感情遮断実験により哀しみの感情以外を消し去っている。戦いの際は「るるる」と涙を流しながら戦い、本気を出すと涙の色が黒くなる。
二千恵の「カギューとカモを殺すな」という指令に従い、ガガリ戦で負傷したカギュー、モアヴ戦で満身創痍となったカモを屋敷へ案内した後、風蘭との再会の手筈を整えるが、「風蘭を島から出すな」という命令を仰せつかっていたためようやく敵としてカモたちの前に立ちはだかる。だが、突如乱入してきたマブルゥに螺旋巻無影脚を食らい、敗北。二千恵死亡後は彼のクローンと共にトラウマを探し旅立っている。
モアヴ
二千恵セキュリティグループの殺し屋の一人。通り名は「喜びのモアヴ」。ガスマスクを着けた少女。国籍は不明。
語尾に「～」「♪」「☆」を多用する無邪気な振る舞いの一方で、笑顔で人間を殺害する残虐性と狂気を持ち合わせている。時折ロシア語を喋る。爆殺を「はなび」と称して爆発を間近で見ることを好んでおり、服ですら火薬で出来ている。
当初は島民の体に爆弾を仕掛け、集団でカモと衿沙を追い込んでいたが、カモにリモコンを破壊されたことで追い込んでいた島民全員を時限措置で爆発させた。崖から爆弾でカモと衿沙を突き落とすが、カモが高所恐怖症となった幼児退行の衿沙を守った際、衿沙の心が復活。彼女の暗示声で幻覚を見せられ、自ら爆発（はなび）となって敗北する。
スィーモ
二千恵セキュリティグループの殺し屋の一人。通り名は「怒りのスィーモ」。肥満体型の女性でさながら大入道のような外見をしている。恐らくアメリカ人と思われる。
怒りを全面に押し出したような性格で、非情に短気で常に苛立っており鬱憤を周囲に当たり散らしている。水圧で痩せる体質らしく水場を得意としており水中では自由自在に動けるほか、地上では水を吸って口から水鉄砲を発射し戦う。
走と小鹿に目をつけ自身が得意な湖で戦い、2人のコンビネーションに苦戦するも勝利。その後森に目をつけるも彼女の圧倒的な力に敗北した。
ウルカイシ
二千恵セキュリティグループの殺し屋の一人。通り名は「怨みのウルカイシ」。頭身の半分が顔、地上を引きずるほどの長い髪という奇妙な風貌をしている。国籍は不明。
極めて陰気な性格で常に嫉妬と怨みを放出している。子供時代に自分を疎んでいた美少女を殺した経験から、美しい女を殺害することで達成感を得ており、その怨みは敵味方関係なく向けられる。戦闘の際は髪の毛を自在に扱って戦う。
初見で美しいと思った森に目をつけ襲い掛かり、途中スィーモも乱入し混戦となり勝利するかと思われた矢先、彼女の圧倒的な力に敗北、自身の髪で木に吊るされた。

### その他の人物
小島 風蘭（こじま ふらん）
カモの恩師兼初恋の相手で、衿沙（血縁上は貞鳥と亜鳥）の母親。明朗で愛情深い性格をした女性で、カモの心優しさは彼女から受け継がれたものである。
孤独だった二千恵理事長を愛し結婚するが、衿沙の出産で意識不明となり、赤ヶ島の別荘に監禁された。カモと対面した時は既に意識を取り戻してはいたものの、精神を病み廃人と化していた。しかし、衿沙との再会（および貞鳥や亜鳥との対面）で回復の兆しが見られる。
実は、カモが出会った風蘭は彼女のクローン（偽者）であり、本物の風蘭は10年以上も赤ヶ島の別荘に監禁されていた。
二千恵 昭人（にちえ あきと）
二千恵理事長の実父。花は桜木学園の元理事長で、理人の前任者でもある。お金持ちで愛情あふれる人格者だったが、現在は世捨て人となり老人養護施設で暮らしている。
理事長に就任した日に生まれた息子の理人を愛情もって育てていたが、理人の「実験」で妻が死亡した後に彼の異常性に気づき恐怖するようになり、理人と婚約した風蘭が意識不明になったことをきっかけに絶縁した。後に面識を持つ森と再会した際、彼女の紹介で対面したカモに息子の過去を明かし、風蘭の手がかりを与えた。
二千恵理事長の実母（仮称）
昭人と同じく愛情あふれる女性。夫の昭人とは相思相愛の夫婦関係。
盲目的なほどに息子の理人を溺愛していたが、彼女の深い愛情を理解しなかった理人に事故を装って殺害された。巻末の書き下ろし漫画において、黄泉で理人と再会し、すべてを肯定した上で彼の謝罪と愛を受け入れた。
コスプレ少女（仮称）
カモに一目惚れした怪物系女子。猫耳としっぽを装着したゴスロリの少女で、語尾に「にょ」をつけて話す。
第1話にて、遅刻で出勤するカモとぶつかった時に一目惚れし、他の怪物系女子と共に彼を追いかけた。再登場以降は、「現世では結ばれないなら来世で結ばれればいい」という歪んだ思考によりカモを殺そうとするが、必ず阻止されるのがお約束となっている。

## 単行本
巻末には毎巻、描きおろしオマケ漫画を掲載。広告用の帯は毎巻、他の漫画家やイラストレーターによる推薦コメントとイラストで構成されている。
- 中山敦支 『ねじまきカギュー』 集英社〈ヤングジャンプ・コミックス〉、全16巻

| 巻数   | 収録話                      | 発売日（奥付発行日）       | 図書コード             | 推薦コメント |
| ------ | --------------------------- | -------------------------- | ---------------------- | ------------ |
| 第1巻  | 第一話 - 第七話             | 2011年6月17日（6月22日）   | ISBN 978-4-08-879156-2 | 日本橋ヨヲコ |
| 第2巻  | 第八話 - 第十七話           | 2011年9月16日（9月21日）   | ISBN 978-4-08-879208-8 | 鈴木央       |
| 第3巻  | 第十八話 - 第二十七話       | 2011年12月19日（12月24日） | ISBN 978-4-08-879246-0 | 村田雄介     |
| 第4巻  | 第二十八話 - 第三十七話     | 2012年3月19日（3月24日）   | ISBN 978-4-08-879288-0 | 竹           |
| 第5巻  | 第三十八話 - 第四十七話     | 2012年6月19日（6月24日）   | ISBN 978-4-08-879354-2 | 柴田ヨクサル |
| 第6巻  | 第四十八話 - 第五十七話     | 2012年9月19日（9月24日）   | ISBN 978-4-08-879417-4 |              |
| 第7巻  | 第五十八話 - 第六十七話     | 2012年10月19日（10月24日） | ISBN 978-4-08-879440-2 |              |
| 第8巻  | 第六十八話 - 第七十七話     | 2012年11月19日（11月24日） | ISBN 978-4-08-879461-7 |              |
| 第9巻  | 第七十八話 - 第八十七話     | 2013年4月19日（4月24日）   | ISBN 978-4-08-879582-9 |              |
| 第10巻 | 第八十八話 - 第九十七話     | 2013年5月19日（5月22日）   | ISBN 978-4-08-879587-4 |              |
| 第11巻 | 第九十八話 - 第百八話       | 2013年8月19日（8月24日）   | ISBN 978-4-08-879629-1 |              |
| 第12巻 | 第百九話 - 第百十八話       | 2013年11月19日（11月24日） | ISBN 978-4-08-879683-3 |              |
| 第13巻 | 第百十九話 - 第百二十八話   | 2014年3月19日（3月24日）   | ISBN 978-4-08-879772-4 |              |
| 第14巻 | 第百二十九話 - 第百三十八話 | 2014年4月18日（4月23日）   | ISBN 978-4-08-879826-4 |              |
| 第15巻 |                             |                            | ISBN 978-4-08-879860-8 |              |
| 第16巻 |                             |                            | ISBN 978-4-08-879873-8 |              |

## 読み切り版
『週刊ヤングジャンプ』2010年33号に掲載。